# 鲁玛扎错
鲁玛扎错（藏語：ལུ་མ་བྲག་མཚོ།，威利转写：lu ma brag mtsho，THL：Luma Drak Tso）位于中国西藏自治区西部阿里地区改则县境内，地处改则县东部，湖面海拔4746米，湖长5.4公里，最大宽2.9公里，平均宽1.6公里，面积8.5平方公里。